# Крофт, Гаран
Гаран Крофт (англ. Garan Croft; род. 30 ноября 2001, Кримыч, Пембрукшир, Уэльс, Великобритания) — валлийский боксёр-любитель, выступающий в первой средней весовой категории. Член национальной сборной Уэльса, серебряный призёр чемпионата Европы (2022), бронзовый призёр Игр Содружества (2022), серебряный призёр чемпионата Европы среди молодёжи до 22 лет (2022), чемпион Уэльса в любителях.

## Биография
Родился 30 ноября 2001 года в селении Кримыч, в Пембрукшире, в Уэльсе, в Великобритании.
У него есть брат-близнец Иоан Крофт, — который также является боксёром-любителем.

## Любительская карьера
В марте 2022 года он стал серебряным призёром чемпионата Европы среди молодёжи до 22 лет в Порече (Хорватия), в весе до 71 кг, в финале проиграв украинцу Юрию Захариеву.
В мае 2022 года вновь стал серебряным призёром взрослого чемпионата Европы в Ереване (Армения), в весе до 71 кг. Где он в четвертьфинале по очкам раздельным решением судей победил опытного турка Нецата Экинчи, затем в полуфинале по очкам (3:2) победил опытного боксёра из Германии Магомеда Шахидова, но в финале по очкам (0:5) проиграл англичанину Харрису Акбару.
В начале августа 2022 года стал бронзовым призёром Игр Содружества в Бирмингеме (Великобритания), в весе до 71 кг, где он в 1/8 финала соревнований по очкам (5:0) единогласным решением судей победил нигерийского боксёра Абдул-Афиза Особа, затем в четвертьфинале по очкам (5:0) победил опытного боксёра с острова Маврикий Мервена Клэра, но в полуфинале по очкам (1:4) решением большинства судей проиграл опытному ирландцу Эйдану Уолшу, — который в итоге стал чемпионом Игр Содружества 2022 года.